# Ritratto di signora (romanzo)
Ritratto di signora (The Portrait of a Lady) è un romanzo dello scrittore statunitense naturalizzato britannico Henry James, pubblicato originariamente a puntate nel 1880-81 sul periodico statunitense The Atlantic Monthly e sul periodico britannico Macmillan's Magazine e in volume nel 1881 dall'editore statunitense Houghton (29 ottobre 1881) e dall'editore inglese Macmillan (16 novembre 1881). 
Scritto dopo Piazza Washington, è fra i più noti romanzi di James. È stato tradotto in italiano da Einaudi nel 1943.

## Trama
Isabel Archer, la protagonista, è una giovane e bella fanciulla che abita nella monotona cittadina di Albany e quando la signora Touchett, una zia ricca e stravagante, le chiede di accompagnarla in un viaggio in Europa, la ragazza, che è assillata dalla corte insistente del giovane Caspar Goodwood, accetta volentieri. La prima tappa del viaggio sarà l'Inghilterra dove in una sontuosa casa di campagna vivono il marito della signora Touchett e il figlio, Ralph, ambedue ammalati.
Ralph rimane subito attratto da Isabel che presenta rare qualità di intelligenza e se ne innamora ma, cosciente della sua inguaribile malattia, non osa esternare alla ragazza i suoi sentimenti. Ad innamorarsi di Isabel è anche un amico di Ralph, Lord Warburton, che le chiede subito di sposarlo. Ma Isabel, troppo attratta dalla sua acquisita libertà e desiderosa di compiere il promesso viaggio in Europa, rifiuta.
Nel frattempo il vecchio Touchett muore e, spinto dalle insistenze di Ralph che vuole Isabel felice, lascia nel testamento una discreta fortuna alla nipote. La ricchezza però, invece di fare la felicità di Isabel, sarà la sua rovina. Isabel conosce infatti una ricca avventuriera, M.me Merle, che le presenta il giovane Gilbert Osmond del quale si innamora senza accorgersi che si tratta di un uomo senza sentimenti e molto egoista. Malgrado la signora Touchett e Ralph cerchino in ogni modo di dissuaderla, ella lo sposa. Presto si accorgerà dello sbaglio commesso e quando da Roma si recherà a Londra per dare l'ultimo saluto a Ralph morente, confesserà al cugino la triste realtà.
Si ripresenta intanto Caspar Goodwood che non l'ha mai dimenticata e che cerca di convincerla a chiedere la separazione dal marito. Isabel si rende conto che Caspar potrebbe restituirle la pace che desidera ma è in lei troppo forte il senso del dovere e ritorna a Roma rassegnata a portare il suo gravoso peso.

## Adattamenti

### Teatro
Nel 1884, quando l'attore Lawrence Barrett volle che James adattasse il romanzo per una rappresentazione teatrale, James replicò che non pensava potesse esser fatta. Nella sua opinione, espressa nella celebre Prefazione apposta alla New York Edition, la scena migliore consisterebbe in Isabel seduta immobile su una sedia.
Uno spettacolo a Broadway di William Archibald, andò in scena nel dicembre 1954, con Barbara O'Neil nel ruolo di Madame Serena Merle.

### Televisione
Nel 1968 la BBC produsse una miniserie de The Portrait of a Lady, con Suzanne Neve nel ruolo di Isabel e Richard Chamberlain in Ralph Touchette.
Nel 1975 dal romanzo fu tratto uno sceneggiato in 4 puntate per la RAI, Ritratto di signora, regia di Sandro Sequi, sceneggiatura di Massimo Andrioli e Carlo Monterosso, con Ileana Ghione, Nando Gazzolo e Olga Villi, pubblicato poi in 2 DVD nel 2008 (RCS Libri, "I grandi sceneggiati della televisione italiana" n. 21).
Del 1976 è l'adattamento in urdu per la Tv del Pakistan, tradotto da Haseena Moin. I personaggi centrali furono interpretati da Rahat Kazmi, Sahira Kazmi, Talat Hussain e Shakeel.

### Cinema
Nel 1996, il celebre film Ritratto di signora, regia di Jane Campion, sceneggiatura di Laura Jones, con Nicole Kidman nel ruolo della protagonista, Barbara Hershey nel ruolo di Madame Merle e John Malkovich nel ruolo di Gilbert Osmond.

## Edizioni

### Edizioni in lingua originale
- (EN) Portrait of a Lady (3 volumi), 1ª ed., London, Macmillan and Co., 1881.
- (EN) Portrait of a Lady, 2ª ed., Boston, Houghton, Mifflin and Company, 1882.

### Edizioni italiane
- traduzione di Carlo e Silvia Linati, Collana Narratori Stranieri Tradotti n.28, Torino, Einaudi, 1943, 19522, 19633; Nota introduttiva di Barbara Lanati, Collana Gli struzzi n.89, Einaudi, 1976, ISBN 978-88-06-14625-2; Collana ETascabili n.119, Einaudi, 1996-2023.
- traduzione di Pina Sergi, a cura di Agostino Lombardo, Collana I capolavori n.12, Firenze, Sansoni, 1965.
- traduzione di Beatrice Boffito Serra, Collana BUR n.2010-2012, Milano, Rizzoli, 1963; Introduzione di Viola Papetti, Collana Classici, Milano, BUR, 1994, ISBN 88-17-16980-3; Milano, Fabbri Editori, 1994.
- traduzione di Pina Sergi Ragionieri, Introduzione di Guido Fink, Collana Grandi Tascabili Economici, Roma, Newton Compton, 1996-2019, ISBN 88-8183-280-1.
- traduzione di Raffaele Tiziano, Milano, Dalai, 2011.
- traduzione e postfazione di Luigi Lunari, Collana UEF. I Classici, Milano: Feltrinelli, 2013.
- trad. integrale riveduta e corretta a cura di Franco Romanini, Verolengo, Crescere, 2016.
- trad. di Alberto Rossatti, a cura di Donatella Izzo, Collana Grandi Classici, Milano, BUR-Rizzoli, 2024, ISBN 978-88-171-8235-5.